# Ariel Rodríguez Palacios
Ariel Rodríguez Palacios (Buenos Aires, 10 de noviembre de 1967) es un chef argentino destacado por su dedicación a la docencia gastronómica. Cocreador y director académico del "Instituto Argentino de Gastronomía" desde 1993 es director de la Licenciatura en Gastronomía de la UADE (Universidad Argentina de la Empresa). Formó parte de elnueve con el programa de cocina Qué mañana! de 2014 a 2021, y en 2022, llegó a Telefe para hacer Ariel en su salsa.

## Biografía
A los 19 años, luego de haber trabajado en distintos restaurants de Buenos Aires, viajó a Paris para realizar su aprendizaje formal en la reconocida escuela francesa “Le Cordon Bleu” donde obtuvo el título de “Grand Diplôme de Cuisine et Patisserie”. En 1990 realizó una especialización en pastelería en la escuela Ritz Escoffier de París. Ese mismo año ingresó a trabajar en Fauchon Paris, dirigido por el afamado pastelero Pierre Hermé. Continuó su formación gastronómica en la escuela Lenôtre Paris y realizó cursos de especialización en cocina al vacío en CREA.
De regreso en Buenos Aires, comienza su carrera como docente y director del Instituto Argentino de Gastronomía, la escuela más reconocida en su rubro a nivel latinoamericano.
Desde 1996 demuestra sus cualidades como docente y sus dotes histriónicos en sus programas de televisión donde con humor enseña los secretos de la cocina.
Está casado desde 1992 y tiene 4 hijos con quienes ha compartido ciclos de televisión por Utilísima y Fox.
Rodríguez Palacios se desempeñó como entrenador del equipo argentino que participó en el Bocuse d’Or en las ediciones 1999, 2001 y 2003, donde el chef Diego Gera obtuvo el primer premio por su plato de cordero y el sexto puesto en la clasificación general.

## Vida Privada
Desde 1992 está casado con Valeria Palazzo. Tiene 4 hijos a los que llamo Gaspar, Felipe, Máximo y Lourdes.

## Distinciones
- Premio Vocación Académica, otorgado por Fundación el Libro
- Miembro de la Academia Culinaria de Francia
- Grand Diplome d’Honneur, Institut de la Gastronomie Français
- Hijo Ilustre de la ciudad de Lima, Perú
- Martín Fierro de Cable 2014 como Mejor Programa Culinario de cable por Ariel a la parrilla
- Martín Fierro 2023 como Mejor programa de gastronomía por Ariel en su salsa

## Trayectoria
Televisión

#### Canal del Chef
- El Maestro de la Cocina (1996-1998)

#### Utilísima
- Maestro de Cocina (1999-2001)

#### Antena 3
- El Toque Ariel (2002-2008)

#### elnueve
- La cocina del 9 (2009-2014)
- Sabor Argentina (2011-2013)
- La Cocina del Mundo (2012)
- Qué Mañana! (2014-2021)

#### Telefe
- Ariel en su salsa (2022-presente)

#### FOX Life
- Te enseño a cocinar (2013-2014)
- Ariel a la Parrilla (2012-2013)

## Libros
- Técnicas Básicas del Maestro de Cocina. Ed. Atlántida, Bs As. 2000
- Pastas al uso de Maestro de Cocina. Ed. Atlántida, Bs As. 2005
- Aves al estilo de Maestro de Cocina. Ed. Atlántida, Bs As. 2006
- Carnes vacunas al estilo de Maestro de Cocina. Ed. Atlántida, Bs As. 2006
- Pescados al uso de Maestro de Cocina. Ed. Atlántida, Bs As. 2006
- Masas clásicas al estilo de Maestro de Cocina. Ed. Atlántida, Bs As. 2007
- Vegetales, legumbres y cereales al estilo de Maestro de Cocina. Ed. Atlántida, Bs As. 2007
- Cordero, cerdo y conejo al uso de Maestro de Cocina. Ed. Atlántida, Bs As. 2007
- Mariscos al uso de Maestro de Cocina. Ed. Atlántida, Bs As. 2007
- Gran Manual de Técnicas del Maestro de Cocina. Ed. Atlántida, Bs As. 2011
- A la Parrilla. Ariel Rodríguez Palacios. Ed. Atlántida, Bs As. 2014